# Morelia (ville)
Pour les articles homonymes, voir Morelia.
Morelia est une ville du Mexique central, capitale de l'État de Michoacán de Ocampo. Située sur le plateau p'urepecha (en) sur l'axe volcanique central, à mi-chemin entre Mexico et Guadalajara, elle fut fondée par Antonio de Mendoza le 18 mai 1541 et porta longtemps le nom de Valladolid.  Elle a été renommée en 1828 en l'honneur du héros de l'indépendance José María Morelos y Pavón, qui y était né. 
Selon le recensement de 2005, la commune de Morelia, comprenant les villages environnants, comporte 684 145 habitants.
La richesse du patrimoine baroque de Morelia, en particulier de sa cathédrale du XVIIe siècle et XVIIIe siècle, a fait inscrire la ville sur la liste du patrimoine mondial de l'humanité par l'UNESCO.

## Histoire
Les premiers vestiges humains rencontrés dans la région datent du VIIe siècle av. J.-C. La région était alors peuplée par les Pirindas et ce lieu était nommé Guayangareo. Les premiers habitants étaient rattachés à la culture Teotihuacane. Le lieu a été abandonné peu après et ne fut repeuplé qu'au milieu du XVe siècle par les Matlatzincas.
Le premier Européen à entrer dans la région fut Cristóbal de Olid en 1522, pour parlementer avec les indigènes. Entre 1525 et 1526, Gonzalo Gómez prit possession de la vallée.
Le 18 mai 1541, Antonio de Mendoza, vice-roi de Nouvelle-Espagne fait donner l'ordre de fonder la ville de Nueva Ciudad de Mechuacán suivant un tracé en damier. En 1578, le nom change pour Valladolid et, depuis 1828, se nomme Morelia en l'honneur de José María Morelos héros de l'indépendance du Mexique, né dans cette cité le 30 septembre 1765. Elle est nommée aussi Ciudad de la Cantera Rosa (la ville aux pierres roses).

## Géographie

### Données chiffrées
- Géographiques
  - Latitude : 19° 42′ 08″ N
  - Longitude : 101° 11′ 08″ W
  - Altitude : 1 920 m
  - Superficie : 1 199 km²

### Démographie
- - Population : 743 275 habitants (2020)
  - Taux de croissance de la population : 1.77 % (2010-2020)
  - Nombre de personnes par foyer : 4,4 (2000)
  - Taux d'alphabétisation : 94,1 % (2000)

Avec une croissance démographique de 17,3 pour mille par an sur la période 2000-2005, la municipalité de Morelia comporte 684 145 habitants en 2005, dont 92,3 % habitent une localité de plus de 2 500 habitants. La pyramide des âges est la suivante:
- moins de 18 ans : 27,6 %
- 18 à 64 ans : 61,9 %
- 65 ans et plus : 10,5 %

avec une proportion hommes/femmes 47,7 % / 52,3 %.
Morelia comporte 154 334 foyers (2005), avec une moyenne de 4,2 personnes par foyer.  Les taux d'accès aux services de base sont:
- eau courante : 95,1 %
- électricité : 98,5 %
- tout-à-l'égout : 94,4 %

## Économie
Industrie alimentaire : sucre, café.
Tourisme.

## Personnes célèbres
- Naissances
  - José María Morelos y Pavón, héros de l'indépendance.
  - Josefa Ortiz de Domínguez, dite La Corregidora, héroïne de l'indépendance
  - Agustín de Iturbide, héros de l'indépendance et premier empereur du Mexique.
  - Miguel Bernal Jiménez, compositeur.
  - Manuel Castro Ruiz, troisième Archevêque de Yucatán.
  - Miguel Castro Ruiz, directeur du journal El Universal.
  - Blanca Cárdenas Fernández, fondateur de l'Ecole de Langue et de littérature Hispanique UMSNH.
  - Rogelio Naranjo (1937-2016), dessinateur.
  - Hugo Ayala, footballeur.

- Résidence
  - Don Antonio de Mendoza, Vice-roi de Nouvelle-Espagne et du Pérou, fondateur de la ville.
  - Miguel Hidalgo y Costilla, précurseur de l'indépendance.

## Culture

### Lieux et monuments
- Aqueduc
- Cathédrale de Morelia.
- Maison de la culture
- Palais du gouvernement
- Palais municipal
- Statue équestre du généralissime José María Morelos y Pavón
- Colegio de san Nicolás de Hidalgo (antique collège et Alma Mater de l'actuelle université Universidad Michoacana de San Nicolás de Hidalgo
- Musée d'art colonial

### Festivals
- Octobre
  - Festival international du film de Morelia
  - Festival Cervantino, delegación de Michoacán
- Novembre
  - Festival Internacional de Música de Morelia Miguel Bernal Jiménez

## Jumelages
- Valladolid (Espagne)